# Augusta z Saksonii-Weimaru-Eisenach
Augusta Maria Ludwika Katarzyna z Saksonii-Weimaru-Eisenach (ur. 30 września 1811 w Weimarze, zm. 7 stycznia 1890 w Berlinie) – księżniczka saska, cesarzowa niemiecka i królowa Prus, córka wielkiego księcia Saksonii-Weimar-Eisenach Karola Fryderyka oraz wielkiej księżnej Marii Pawłownej, córki cara Rosji, Pawła I.
Jej ojciec był zamkniętym w sobie człowiekiem, którego jedyną pasją było czytanie baśni. Jej matka była z kolei określana przez Goethego jako „jedna z najbardziej znaczących kobiet swojego czasu”. Młoda Augusta otrzymała kompleksowe wykształcenie. Lekcje rysunku pobierała u nadwornego malarza Luisa Seidlera, a lekcje muzyki u kapelmistrza Johanna Nepomuka Hummla.

## Małżeństwo z Wilhelmem
Augusta miała 15 lat, kiedy poznała swojego przyszłego męża. Książę Wilhelm Hohenzollern (22 marca 1797 – 9 marca 1888) opisał ją jako osobę posiadającą „wspaniałą osobowość”, aczkolwiek uznał ją za mniej atrakcyjną od jej starszej siostry Marii, która niedawno poślubiła jego młodszego brata Karola. Augusta była przyjaciółką swojej rówieśniczki, Jenny von Pappenheim, nieślubnej córki Hieronima Bonapartego (wiele lat później, w 1870 była matką chrzestną wnuczki Jenny). Na małżeństwo Wilhelma z Augustą naciskali jednak rodzice Wilhelma, król Prus Fryderyk Wilhelm III.
W tym czasie Wilhelm był zakochany w polskiej arystokratce, księżniczce Elizie Radziwiłłównie. Następcą pruskiego tronu był w owym czasie starszy brat Wilhelma Fryderyk Wilhelm. On i jego żona nie mieli jednak dzieci, więc po jego śmierci tron przypadłby Wilhelmowi. Fryderyk Wilhelm III wiedział o związku Wilhelma i Elizy, jednak pruski dwór odkrył, że tytuł książęcy został nadany Radziwiłłom przez cesarza Maksymiliana, więc Eliza pochodzi ze zbyt skromnego rodu, aby zostać żoną członka królewskiego domu Prus. W 1824 r. król zwrócił się do bezdzietnego cara Aleksandra I (wuja Augusty), aby ten adoptował Elizę. Car jednak wahał się, a w końcu odmówił. Przeciwko małżeństwu syna z polską księżniczką protestowała również królowa Luiza, która nie lubiła ojca potencjalnej synowej, księcia Antoniego Henryka.
W takiej sytuacji w czerwcu 1826 r. król Fryderyk Wilhelm zabronił synowi małżeństwa z Elizą. Wilhelm zaczął więc szukać kolejnej kandydatki na żonę, aczkolwiek dalej kochał Elizę. W końcu 29 sierpnia 1826 r. poprosił o rękę Augusty. Augusta zgodziła się i 25 października doszło do oficjalnych zaręczyn. Wilhelm i Eliza spotkali się po raz ostatni w 1829 r. Księżniczka zmarła na gruźlicę w 1834 r. Wilhelm napisał o związku z Elizą w liście do swojej siostry Charlotty: człowiek może zakochać się w życiu tylko raz. W tym samym liście pisał o Auguście: księżniczka jest miła i bystra, ale nie żywię do niej żadnych uczyć. Augusta była z kolei bardzo w Wilhelmie zakochana i pełna nadziei na szczęśliwy związek.
11 czerwca 1829 r., po trzydniowej podróży z Weimaru do Berlina, Wilhelm poślubił Augustę w kaplicy pałacu w Charlottenburgu. Para miała razem dwoje dzieci:
- Fryderyk III (18 października 1831 – 15 czerwca 1888), cesarz Niemiec i król Prus
- Ludwika Maria Elżbieta (3 grudnia 1838 – 23 kwietnia 1923), żona wielkiego księcia badeńskiego Fryderyka I

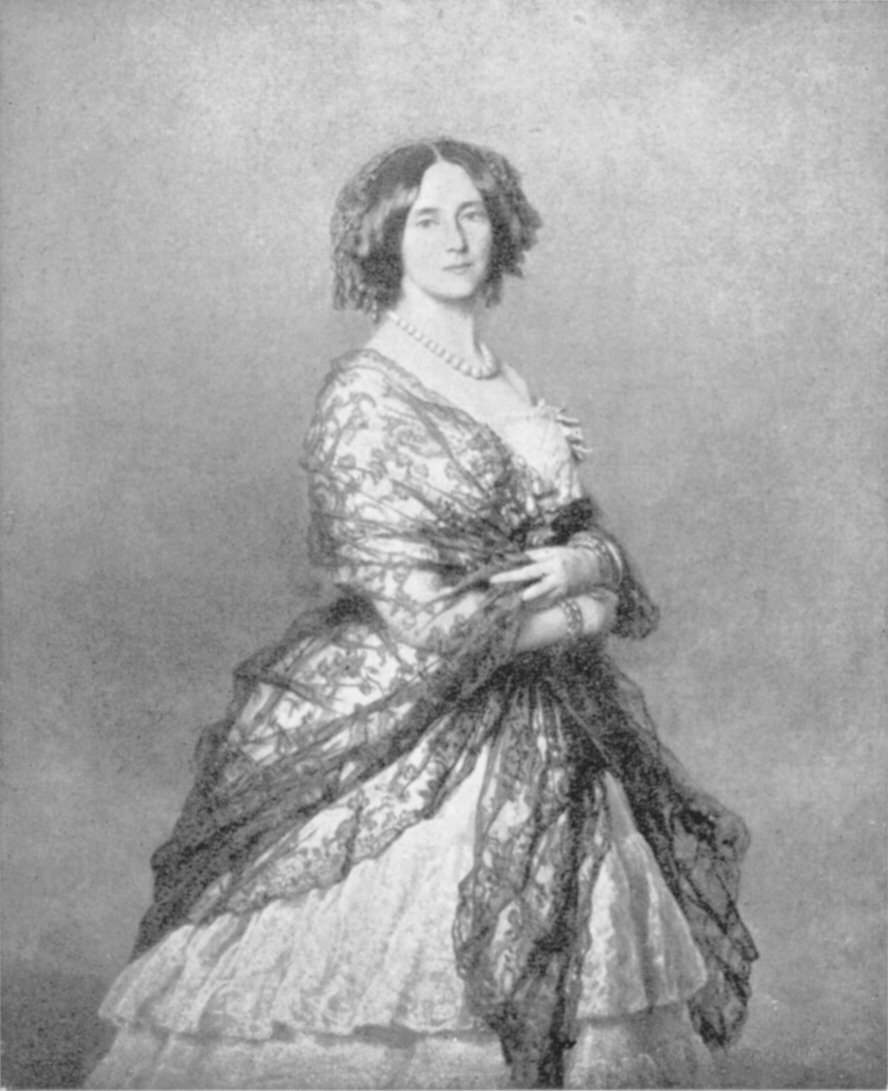
Portret Augusty pędzla Franza Xavera Winterhaltera

Pierwsze tygodnie małżeństwa były dla Augusty szczęśliwe, lecz po pewnym czasie księżniczka poczuła się znudzona militarystycznym duchem dworu pruskiego. Nie posiadała również żadnych obowiązków dworskich, które w całości przejęła jej szwagierka, Elżbieta Ludwika Wittelsbach, żona następcy tronu. Popsuły się również relacje Augusty z jej mężem. W liście do Charlotty z 22 stycznia 1831 r. Wilhelm narzekał na „niewielką kobiecość” żony. Zdania tego nie zmieniły narodziny dwójki dzieci oraz dwie poronione ciąże w 1842 i 1843 r. W 1840 r. Augusta popadła w depresję maniakalną, nie mogąc znieść kolejnych kochanek męża oraz presji, jaką na nią wywierano.

## Augusta w polityce
Augusta interesowała się również polityką. Była osobą o liberalnych poglądach i żywiła wielkie nadzieje w związku ze wstąpieniem na tron w 1840 r. szwagra, Fryderyka Wilhelma IV, który jako następca tronu dał się poznać z liberalnych sympatii. Jednak Fryderyk Wilhelm wprowadził rządy konserwatywne i rozprawiał się ze wszystkimi przejawami liberalizmu. Popierał go w tym jego brat, książę Wilhelm. Podczas rewolucji marcowej w 1848 r. Wilhelm opowiadał się za bezwzględnym stłumieniem powstania przez ostrzelanie Berlina kartaczami. Stał się w efekcie bardzo niepopularny w Prusach i za radą brata wyjechał do Londynu.
W kręgach liberalnych pojawiła się idea, aby zmusić Fryderyka Wilhelma do abdykacji, a jego brata do zrzeczenia się praw do tronu. Królem zostałby wówczas syn Augusty, Fryderyk, a sama Augusta regentką w jego imieniu. Tego pomysłu nie można jednak potwierdzić, gdyż Augusta zniszczyła później wszystkie listy i dzienniki z tego okresu. W czerwcu 1848 r. Wilhelm powrócił z Londynu, a rok później został gubernatorem generalnym Prowincji Reńskiej. Wiosną 1850 r. on i Augusta przeprowadzili się do Koblencji.
Życie w Koblencji podobało się Auguście, gdzie w końcu mogła prowadzić taki tryb życia, do jakiego przywykła na dworze weimarskim. Jej syn Fryderyk studiował w tym czasie w Bonn, stając się pierwszym pruskim księciem, który otrzymał wykształcenie akademickie. Koblencję odwiedzali również liczni liberalni myśliciele, tacy jak historyk Max Dunker, czy profesorowie prawa August von Bethmann, Clemens Theodor Pertes czy Alexander von Schleinitz. Augusta była również tolerancyjna dla katolików, co nie budziło entuzjazmu na protestanckim dworze w Berlinie.
W 1856 r. córka Augusty, Ludwika, poślubiła księcia Fryderyka Badeńskiego, a w 1858 r. książę Fryderyk poślubił brytyjską księżniczkę Wiktorię. Augusta była bardzo zadowolona z małżeństw swoich dzieci i liczyła, że synowa przekona Fryderyka do brytyjskiego systemu rządów i liberalizacji kraju.

## Powrót do Berlina

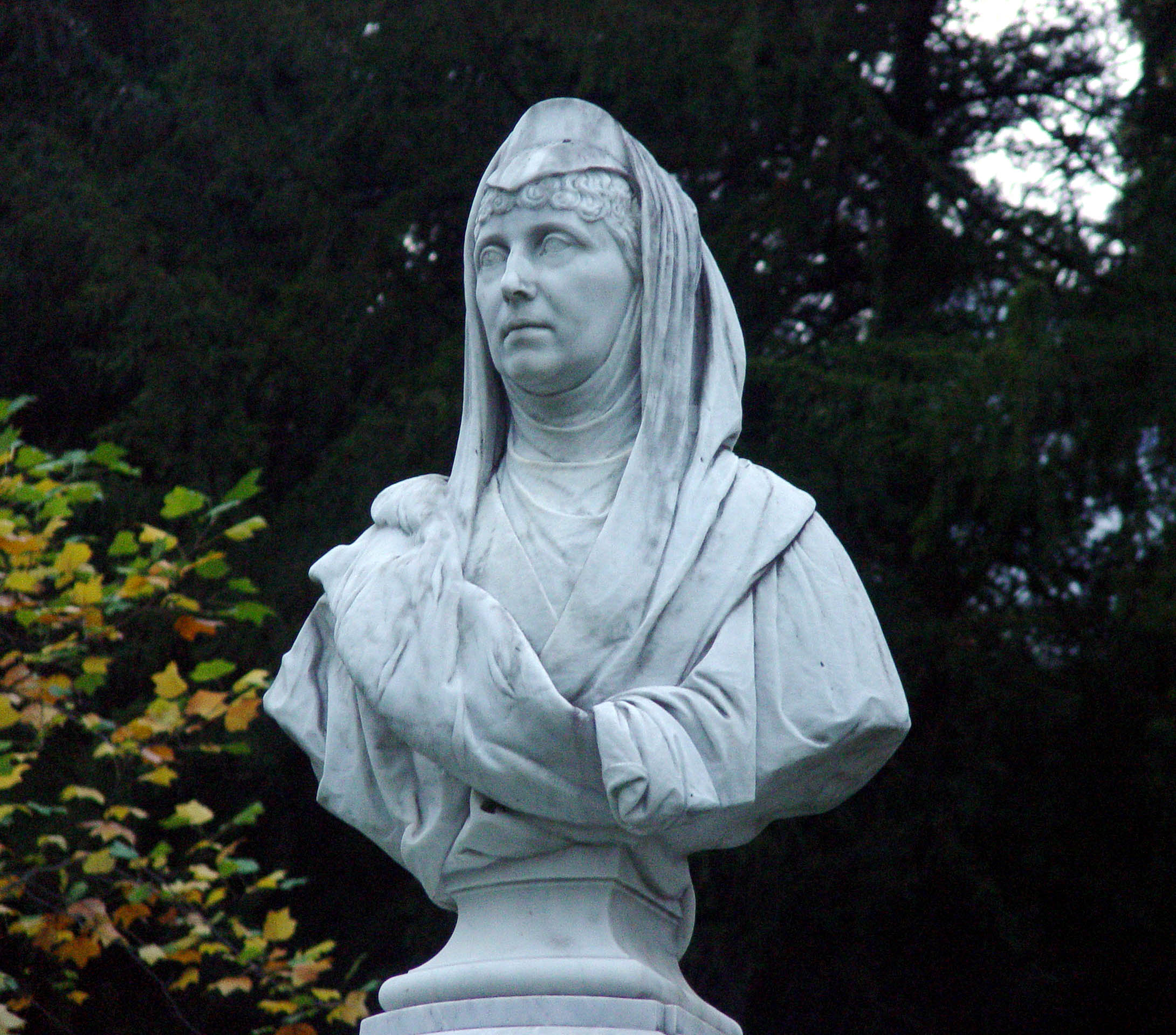
Popiersie Augusty w Baden-Baden

Tymczasem pogarszał się stan zdrowia Fryderyka Wilhelma IV. W 1858 r. król stał się niezdolny do rządzenia państwem i regencję objął Wilhelm. Wraz z żoną przeprowadził się wówczas na dwór berliński.
Kiedy Wilhelm został królem w 1861 r., zdymisjonował ministrów brata i powołał nowych, głównie liberałów znanych mu z Koblencji. A. von Schleinitz został ministrem spraw zagranicznych, A. von Bethmann ministrem kultury, a Karol Antoni Hohenzollern-Sigmaringen premierem. Niektórzy widzieli w tych nominacjach wpływ królowej Augusty, aczkolwiek jej wpływ na politykę męża był niewielki. Stało się to jasne kilka miesięcy później, kiedy Wilhelm rozwiązał parlament oraz mianował premierem Bismarcka. Królowa i premier szybko znaleźli się w konflikcie. Augustę przerażała zwłaszcza polityka zagraniczna premiera, głównie wojna z Austrią.
Wkrótce królowa ponownie popadła w depresję i znów zaczęła podróżować w celach leczniczych do Baden-Baden. W tym czasie ludność Prus cieszyła się ze zwycięstwa pod Sadową. Kiedy naród się cieszył, Augusta opłakiwała poległych i rannych. Pogorszyły się również jej relację z synową, która zaczęła popierać politykę Bismarcka. Pobożna królowa uznała Wiktorię za osobę „niereligijną” i okazywała jej niechęć przy każdej okazji. Darzyła jednak wielką miłością swojego wnuka Wilhelma.
Augusta, która sprzeciwiała się militarystycznej polityce Bismarcka, założyła w 1864 r. Narodowe Stowarzyszenie Kobiet, które zajmowało się rannymi i chorymi żołnierzami. Ufundowała również wiele szpitali, które istnieją po dziś dzień.

## Cesarzowa Niemiec
Cztery lata po zakończeniu wojny z Austrią, w 1870 r., rozpoczęła się wojna francusko-pruska. W jej wyniku 18 stycznia 1871 r. Wilhelm i Augusta zostali ukoronowani na cesarza i cesarzową Niemiec. Dla Augusty była to osobista porażka. Chciała przecież zjednoczenia Niemiec przez Prusy, ale na zasadzie „moralnego podboju”, a nie poprzez rozlew krwi. W 1872 r. ufundowała w Poczdamie szkołę dla córek poległych w wojnie z Francją.
W kolejnych latach Augusta pogodziła się z Bismarckiem, którego uważała za jedynego człowieka mogącego wesprzeć jej ukochanego wnuka Wilhelma. Ten jednak nie cierpiał Bismarcka i zdymisjonował go wkrótce po objęciu tronu.
Augusta cierpiała na reumatyzm od wielu lat. Jej stan pogorszył się w czerwcu 1881 r. Od tej pory poruszała się na wózku inwalidzkim.
Mąż Augusty zmarł 9 marca 1888 r. 99 dni później na raka gardła zmarł jej syn, Fryderyk III. Tron objął jej ukochany wnuk Wilhelm II. Augusta zmarła 7 stycznia 1890 r. i została pochowana w Charlottenburgu, obok męża.